# Pueblo West
Pueblo West és una concentració de població designada pel cens dels Estats Units a l'estat de Colorado. Segons el cens del 2000 tenia 16.899 habitants.

## Demografia
Segons el cens del 2000, Pueblo West tenia 2 habitants, 2 habitatges, i 1 família. La densitat de població era de 0,5 habitants per cm².
Dels 2 habitatges en un 50% hi vivia un nen de menys de 18 anys, en un 50% hi vivia una persona soltera, El nombre mitjà de persones vivint en cada habitatge era d'1 i el nombre mitjà de persones que vivien en cada família era d'1.
Fins al 2002, s'alimentaven d'insectes que rodejaven el poble. És un poble, on les tecnologies no han arribat a desenvolupar-se.
Per edats la població es repartia de la següent manera: un 29,9% tenia menys de 18 anys, un 6,7% entre 18 i 24, un 32,3% entre 25 i 44, un 22,2% de 45 a 60 i un 8,9% 65 anys o més.
L'edat mediana era de 34 anys. Per cada 100 dones de 18 o més anys hi havia 98,1 homes.
La renda mediana per habitatge era de 48.121 $ i la renda mediana per família de 51.425 $. Els homes tenien una renda mediana de 37.161 $ mentre que les dones 26.310 $. La renda per capita de la població era de 20.645 $. Entorn del 3% de les famílies i el 5,2% de la població estaven per davall del llindar de pobresa.

## Poblacions més properes
El següent diagrama mostra les poblacions més properes.